# Hayward (Minnesota)
Hayward – miasto w Stanach Zjednoczonych, w stanie Minnesota, w hrabstwie Freeborn.